# Східний Босфор

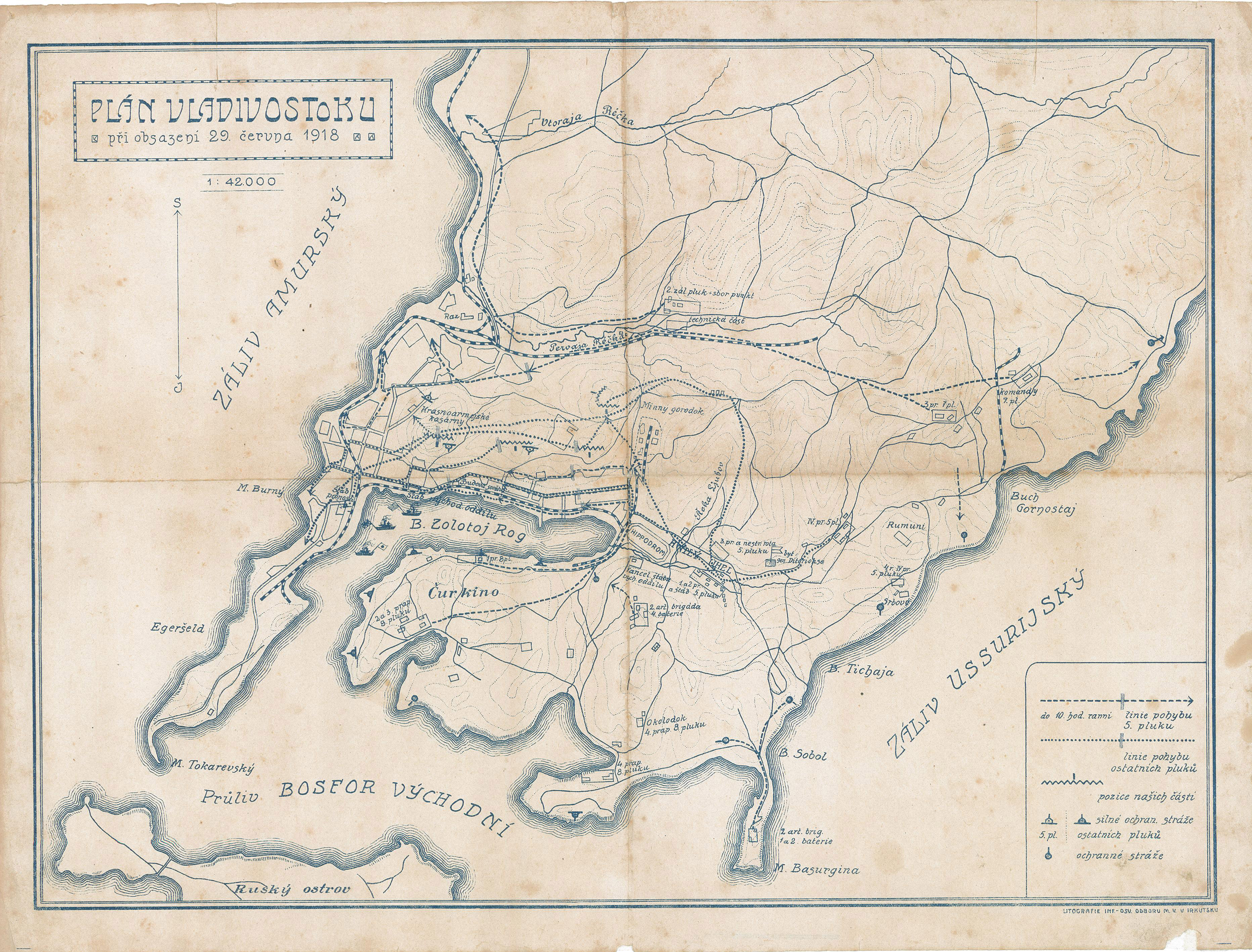
Протока на карті 1918

43°04′ пн. ш. 131°54′ сх. д. / 43.067° пн. ш. 131.900° сх. д.
Східний Босфор (рос. Босфор Восточный) — протока в затоці Петра Великого Японського моря, з'єднує Амурську і Уссурійську затоки й відокремлює Півострів Муравйова-Амурського від островів Руського та Єлени.

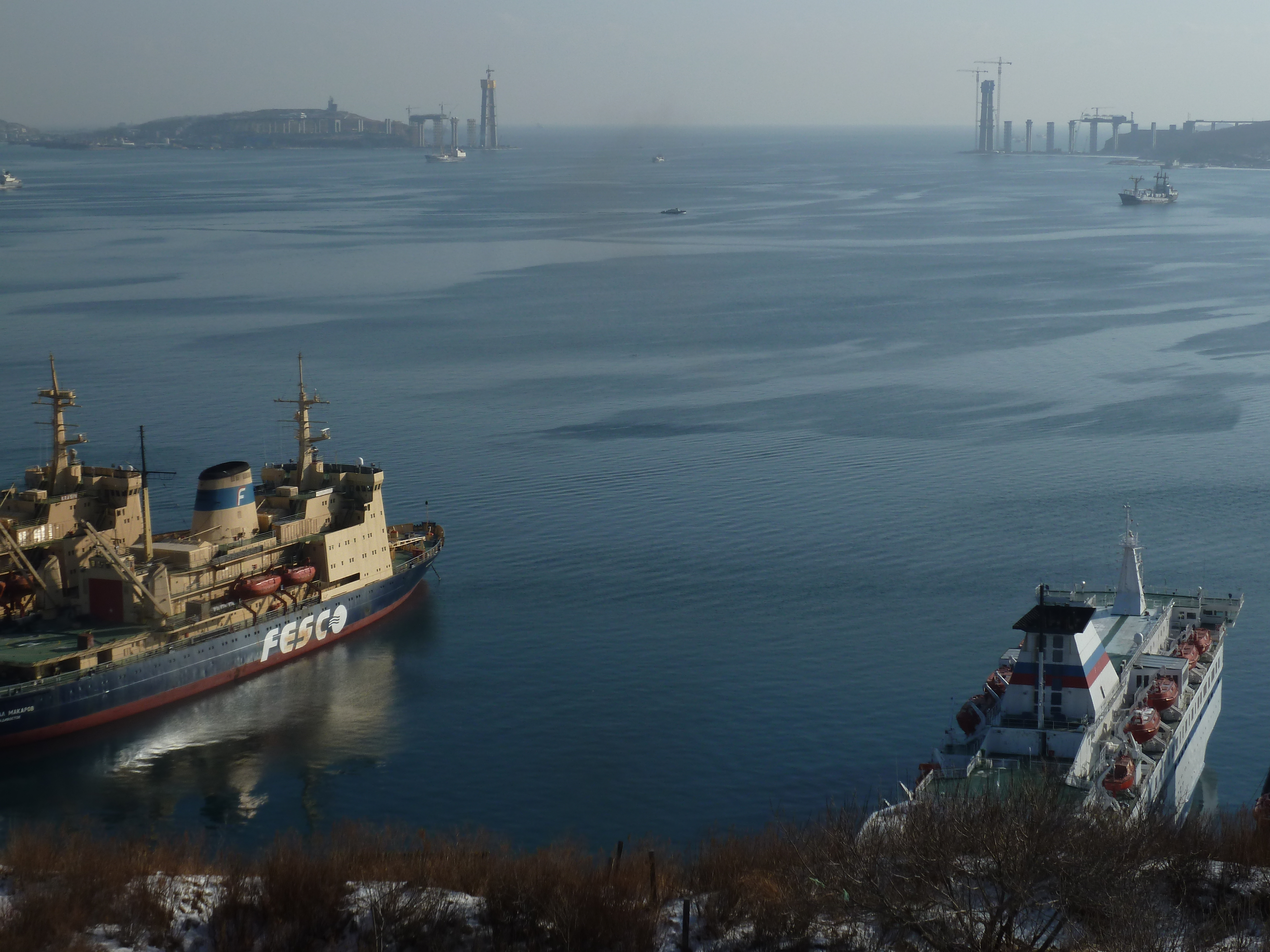

Довжина — близько 9 км, а ширина протоки в найвужчому місці становить лише близько 800 метрів, тому для полегшення сполучення між Владивостоком і островом Руським у 2012 році збудований вантовий міст з одним із найбільших у світі прольотом, довжина якого складе 1104 метрів. Міст з'єднує півострів Назімова з мисом Новосільцева. У цей час існують регулярні рейси порому.